# حجت‌آباد (چادگان)
حجت‌آباد روستایی ترک زبان از توابع بخش مرکزی شهرستان چادگان در استان اصفهان ایران است که در ۱۳۰ کیلومتری غرب اصفهان و در دره زاینده رود واقع می‌باشد. نام اصلی آن [اوزون آخار (جویِ دراز) اوزون:بلند و آخار:جوی] بوده که پس از انقلاب اسلامی سال ۵۷ ابتدا به اسلام‌آباد سپس به حجت آباد تغییر یافت.نام ترکی اوزون آخار یا جویِ دراز(بلند) به دلیل وجود جوبی است که از حوالی سد تنظیمی واقع در ابتدای روستا سرچشمه میگیرد و تمامی باغات و مزارع داخل روستا را آبیاری میکند و باقی مانده آن در انتهای روستا مجدد به رودخانه باز میگردد. 
حجت آباد میتواند یکی از انتخاب های گردشگران برای گذراندن اوقاتی خوش باشد چرا که از طبیعت بسیار زیبایی برخودار است و وجود زاینده رود و عبور آن از کنار روستا این جذابیت را دو چندان میکند.

## جمعیت
این روستا در دهستان کبوترسرخ قرار دارد و براساس سرشماری مرکز آمار ایران در سال ۱۳۸۵، جمعیت آن ۹۹۲ نفر (۲۶۹خانوار) بوده‌است.